# Овраги (Приозерский район)
Овраги (до 1948 года Рёюккюля, фин. Röykkylä)) — деревня в Петровском сельском поселении Приозерского района Ленинградской области.

## Название
Топоним Рёюккюля в переводе означает «груда камней» и связан с древними, находившимися здесь языческими капищами.
На собрании переселенцев в начале 1948 года было принято решение переименовать Рёюккюля в деревню Овраги. Переименование было закреплено указом Президиума ВС РСФСР от 13 января 1949 года.

## История
Деревня упоминается в налоговых книгах Корельского уезда 1568 года, как Ровкула у озера у Сванского. В это время здесь числилось 5 дворов и 11 душ облагавшегося налогом населения. 

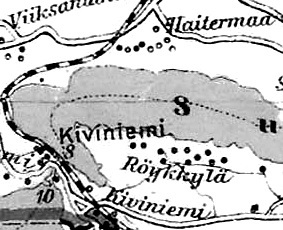
Деревня Рёюккюля на финской карте 1923 года

До 1939 года деревня Рёюккюля входила в состав волости Саккола Выборгской губернии Финляндской республики. В деревне насчитывалось 55 домов. Наиболее часто встречающимися здесь фамилиями были: Карппанен, Хууска, Вулли, Питкянен. 
С 1 января 1940 года в составе Петяярвского сельсовета Раутовского района Ленинградской области.
С 1 июля 1941 года по 31 мая 1944 года финская оккупация.
С 1 октября 1948 года в составе Петровского сельсовета Сосновского района. 
С 1 января 1949 года учитывается как деревня Овраги.
С 1 декабря 1960 года — в составе Приозерского района. В 1960-е годы на берегах озера было построено несколько пионерских лагерей.
С 1 февраля 1963 года — в составе Выборгского района.
С 1 января 1965 года — вновь в составе Приозерского района. В 1965 году деревня насчитывала 119 жителей. 
По данным 1966 года деревня Овраги.
По данным 1973 и 1990 годов деревня Овраги входила в состав Петровского сельсовета.
В 1997 году в деревне Овраги Петровской волости проживали 24 человека, в 2002 году — 22 человека (русские — 91 %).
В 2007 году в деревне Овраги Петровского СП проживали 12 человек, в 2010 году — 20 человек.

## География
Деревня расположена в южной части района к северу от автодороги А121 «Сортавала» (Санкт-Петербург — Сортавала — автомобильная дорога Р-21 «Кола»).
Расстояние до административного центра поселения — 7 км.
Расстояние до ближайшей железнодорожной платформы Лосево — 6 км. 
Деревня находится на южном берегу Суходольского озера.

## Демография
| 2007 | 2010 | 2017 |
| ---- | ---- | ---- |
| 12   | ↗20  | ↗43  |

## Улицы
Академическая, Береговая, Березовая, Весенняя, Главная, ДОЛ Лесные зори, ДОЛ Маяк, Дорожная, Заповедная, Звездная, Камышовая, Крестьянская, Кустарная, Лесная, Лесной проезд, Луговая, Новая, Новый переулок, Озёрная, Озёрный переулок, Пионерская, Подгорная, Понтонный переулок, Садовая, Центральная.